# NGC 653
NGC 653 é uma galáxia espiral (Sab) localizada na direcção da constelação de Triangulum. Possui uma declinação de +35° 38' 19" e uma ascensão recta de 1 horas, 42 minutos e 25,6 segundos.
A galáxia NGC 653 foi descoberta em 29 de Novembro de 1883 por Édouard Jean-Marie Stephan.